# Chang'e 7
Chang'e 7 (chinês simplificado: 嫦娥七号, pinyin: Cháng'é qīhào) é uma futura missão robótica chinesa de exploração lunar, com lançamento previsto para 2026. A missão tem o objectivo de chegar ao polo sul da Lua. Como seus antecessores, a espaçonave recebeu o nome da deusa chinesa da lua Chang'e. A missão incluirá um módulo orbitador, um módulo de aterrissagem, uma mini-sonda e um rover.

## Visão geral
O Programa Chinês de Exploração Lunar foi projetado para ser conduzido em quatro fases de avanço tecnológico incremental:
- A primeira fase é simplesmente atingir a órbita lunar, uma tarefa concluída pela Chang'e 1 em 2007 e pela Chang'e 2 em 2010.
- A segunda é pousar e percorrer a Lua, uma proeza alcançada pela Chang'e 3 em 2013 e seu rover Yutu, e pela Chang'e 4 em 2019 (o rover Yutu-2 ainda está ativo em 2023).
- A terceira fase é coletar amostras lunares e enviá-las de volta para a Terra. Essa tarefa foi realizada pela Chang'e 5 que trouxe amostras do lado próximo da Lua em 2020, pela missão Chang'e 6 em 2024, que recuperou amostras do lado oculto da Lua em 2024.
- A quarta fase consiste no desenvolvimento de uma estação robótica de pesquisa próxima ao pólo sul da Lua.[6][7][8]

O programa tem o objectivo de facilitar um pouso lunar tripulado na década de 2030 e possivelmente construir um base de pesquisa próximo ao polo sul da Lua.

## Objetivos científicos
Os objetivos científicos oficiais da missão Chang'e 7 são: 
- Investigação e estudo da superfície lunar e do gelo de água no solo lunar.
- Investigação e estudo de alta precisão da morfologia, composição e estrutura da Lua.
- Investigação e estudo da estrutura interior da Lua e de seu campo magnético e  outras características térmicas.
- Investigação geral e estudo do ambiente superficial do pólo sul da Lua.
- Observação e estudo da cauda magnética e do plasma da Terra visto da Lua.

## Cargas científicas
O Chang'e-7 transportará um total de 21 cargas científicas, incluindo 6 cargas internacionais, com o objetivo de conduzir a exploração detalhada da região do polo sul da Lua e seus recursos. Os objetivos da missão incluem pousos em pontos fixos. A missão planeja realizar observações de uma cratera permanentemente sombreada, que serão feitas por sonda saltitante, que transportará analisadores de moléculas de água e de isótopos de hidrogênio.
Orbitador lunar
- Uma Câmera de mapeamento estéreo de alta resolução, que a uma altitude de 100 km tem uma resolução da superfície lunar de 0,5 m e largura da imagem superior a 18 km. A uma altitude de 15 km essa mesma câmera consegue uma resolução da superfície lunar de 0,075 m e largura da imagem superior a 0,9 km.
- Radar de abertura sintética em miniatura com uma resolução de imagem melhor que 0,3m.
- Analisador de imagem mineral de espectro infravermelho de banda larga
- Espectrômetro gama de nêutrons lunares
- Magnetômetro de órbita lunar
- Imageador hiperespectral de material da superfície lunar (desenvolvido em conjunto pela Agência Espacial Egípcia e pela Agência Nacional de Ciência Espacial do Bahrein)
- Espectrômetro de radiação terrestre de canal duplo baseado na Lua (desenvolvido pelo Observatório Meteorológico Físico em Davos, Suíça)
- Dispositivo sensor de monitoramento global do clima espacial (desenvolvido pelo Ministério de Ensino Superior, Pesquisa e Inovação da Tailândia e pelo Instituto Nacional de Pesquisa Astronômica da Tailândia)

Módulo de pouso
- Câmera de pouso
- Câmera Topográfica
- Sistema de detecção da superfície lunar, que contém:
  - Sonda de campo elétrico
  - Sonda de íons de baixa energia
  - Sonda eletrônica de baixa energia
  - Sonda de partículas de energia intermediária/alta
  - Sonda de poeira
- Sismógrafo Lunar
- Conjunto de refletores de canto a laser (desenvolvido pelo Instituto Nacional Italiano de Física Nuclear-Laboratório Nacional de Frascati)
- Sonda de Poeira Lunar e Campo Elétrico (desenvolvida pela Academia Russa de Ciências Espaciais)
- Telescópio de observação astronômica baseado na Lua (desenvolvido pela Associação Internacional de Observatórios Lunares)

Rover lunar
- Câmera Panorâmica
- Magnetômetro
- Radar Penetrante
- Espectrômetro
- Sistema de medição de substâncias voláteis e isótopos na superfície lunar

Sonda saltitante
- Analisador de moléculas de água e isótopos de hidrogênio

## Lançamento
O lançamento da Chang'e 7 está planejado 2026 por um foguete Longa Marcha 5, a partir do Centro de Lançamento de Satélites de Wenchang, na Ilha de Ainão.